# Acrocercops ochnifolii
Acrocercops ochnifolii är en fjärilsart som beskrevs av Lajos Vári 1961. Acrocercops ochnifolii ingår i släktet Acrocercops och familjen styltmalar. Inga underarter finns listade i Catalogue of Life.